# سنگ بلارنی

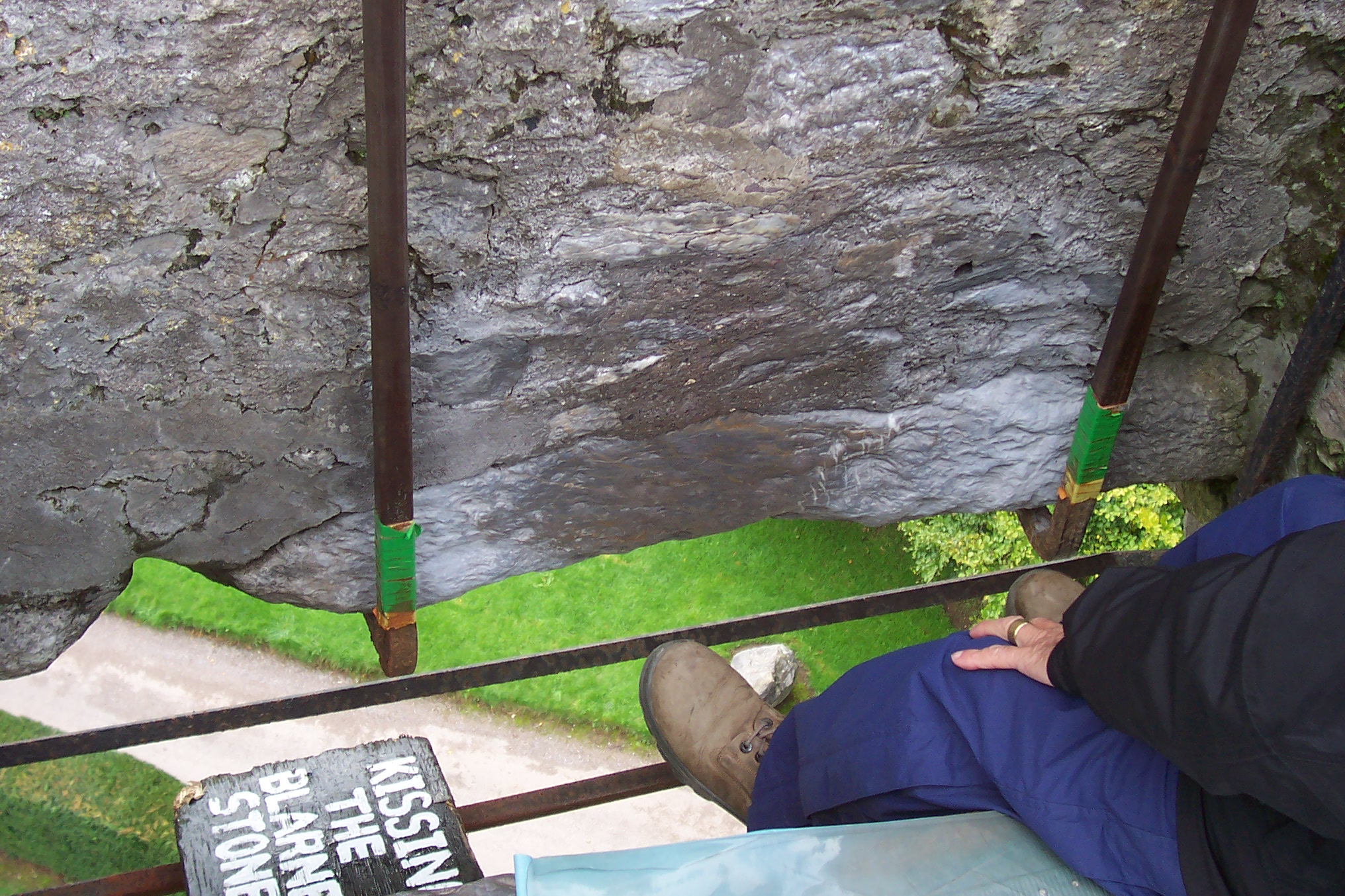
سنگ بلارنی

سنگ بلارنی (به ایرلندی: Cloch na Blarnan) بلوکی از سنگ آهک کربونیفر است که در کنگره قلعه بلارنی روستای بلارنی در هشت کیلومتری شهر کورک ایرلند ساخته شد. بر اساس افسانه، بوسیدن سنگ به فرد موهبت فصاحت زیاد کلام و چرب‌زبانی می‌بخشد. سنگ در سال ۱۴۴۶ در یکی از برج‌های قلعه نصب شد. قلعه از مکان‌های توریستی مشهور ایرلند با بازدیدکنندگانی از سراسر جهان است که برای بوسیدن سنگ و گردش در قلعه و باغهای آن به آنجا می‌روند.
کلمهٔ بلارنی از کلمه «باهوش، چاپلوسی، یا چرب‌زبانی در بحث» گرفته شده‌است. سیاستمدار ایرلندی جان اُ‌کرنر پاور کلمه را این‌گونه تعریف کرده‌است:
بلارنی گاهی چیزی بیش از فقط چاپلوسی است؛ و معنای آن با طنز و شوخ‌طبعی ملایم‌تر شده‌است. افرادی که با مردم ایرلندی معاشرت می‌کنند، در تجربهٔ هر روزهٔ خود مثال‌های زیادی از آن دارند.

## منشأ

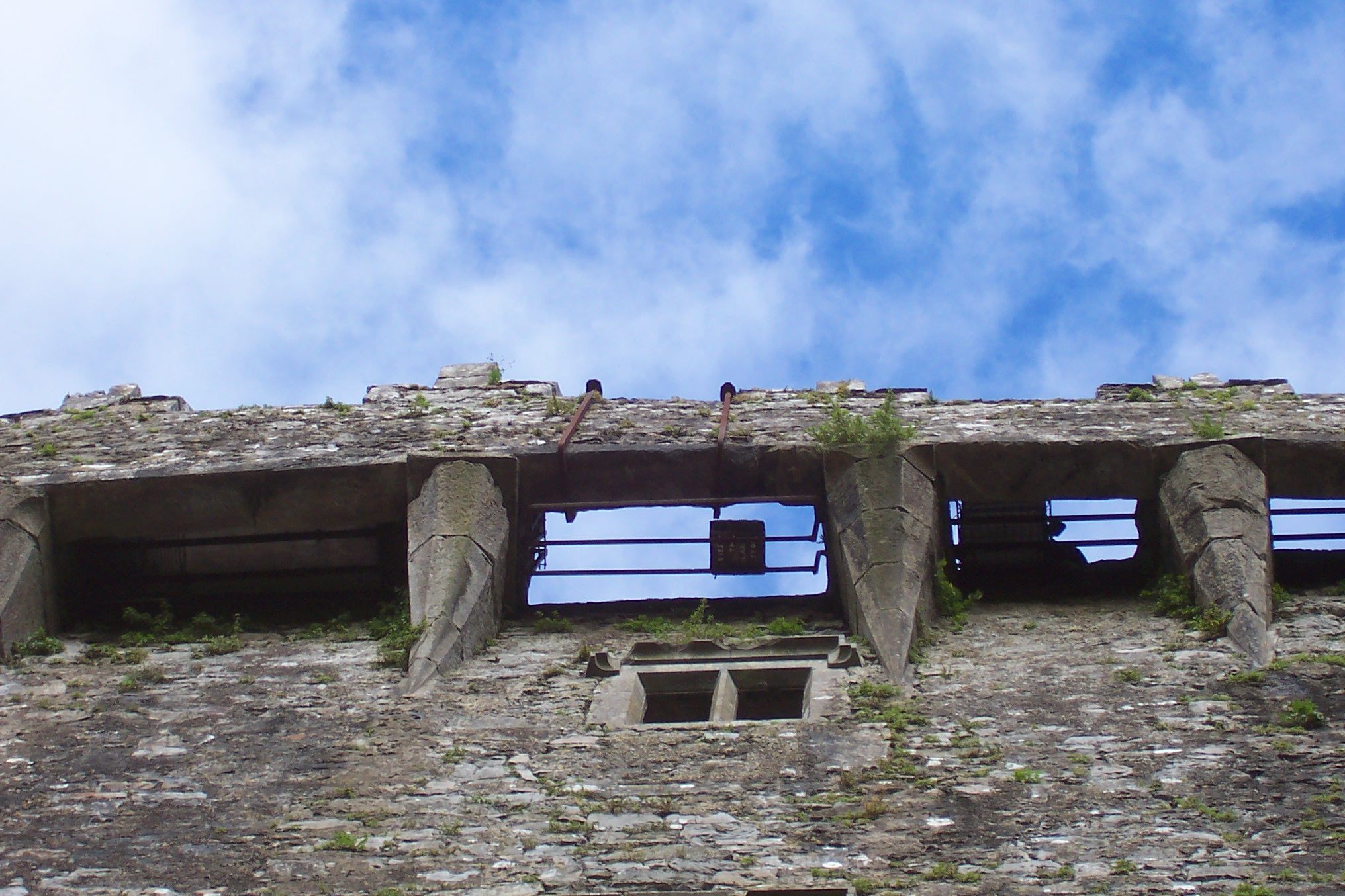
نمایی از سنگ بلارنی از زمین

داستانی قدیمی از نقش الهه کلینا در ساخت سنگ حکایت دارد. کورمک لادیر مک‌کارتی، سازندهٔ قلعهٔ بلارنی،که درگیر مرافعه‌ای در دادگاه بود از کلینا درخواست کمک کرد. الهه کلینا به مک‌کارتی گفت اولین سنگی را که صبح هنگام رفتن به دادگاه یافتی ببوس، و او همین کار را کرد، و در دادگاه با فصاحت زیاد برنده شد؛ بنابراین گفته می‌شود که سنگ بلارنی فرد را از «توانایی فریب دیگران بدون صدمه زدن به آنها» بهره‌مند می‌سازد. پس از آن ماجرا مک‌کارتی سنگ را در جان‌پناه قلعه نصب کرد.
صاحبان قلعه در مورد سنگ چند توضیح دیگر را در وب‌سایت خود فهرست کرده‌اند. در بیشتر این توضیحات فرض بر این است که سنگ قبلاً در ایرلند بوده، سپس به اسکاتلند برده شده و در سال ۱۳۱۴ دوباره به ایرلند بازگردانده شده‌است. بر اساس یکی از داستانها، در سال ۱۳۱۴ رابرت یکم شاه اسکاتلند برای قدردانی از پشتیبانی مک‌کارتی در نبرد بنوک‌بورن، این سنگ را به او هدیه داد. براساس این افسانه، سنگ بلارنی تکه‌ای از سنگ اسکون بود و در قلعهٔ مک‌کارتی نصب شد.
این افسانه عامیانه گرچه سرگرم‌کننده است، اما دارای تناقض تاریخی است زیرا تاریخ انتقال سنگ از اسکاتلند به ایرلند را ۱۸ سال پیش از نبرد بناکبرن ذکر می‌کند. همچنین، مطالعات جدید نشان داده‌اند که سنگ بلارنی ارتباطی با سنگ اسکون ندارد.

## تشریفات

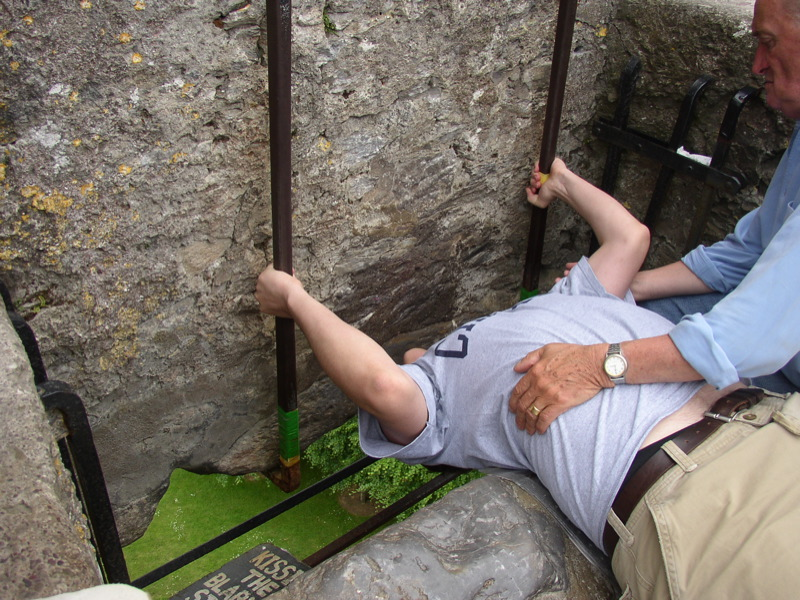
فردی در حال بوسیدن سنگ بلارنی

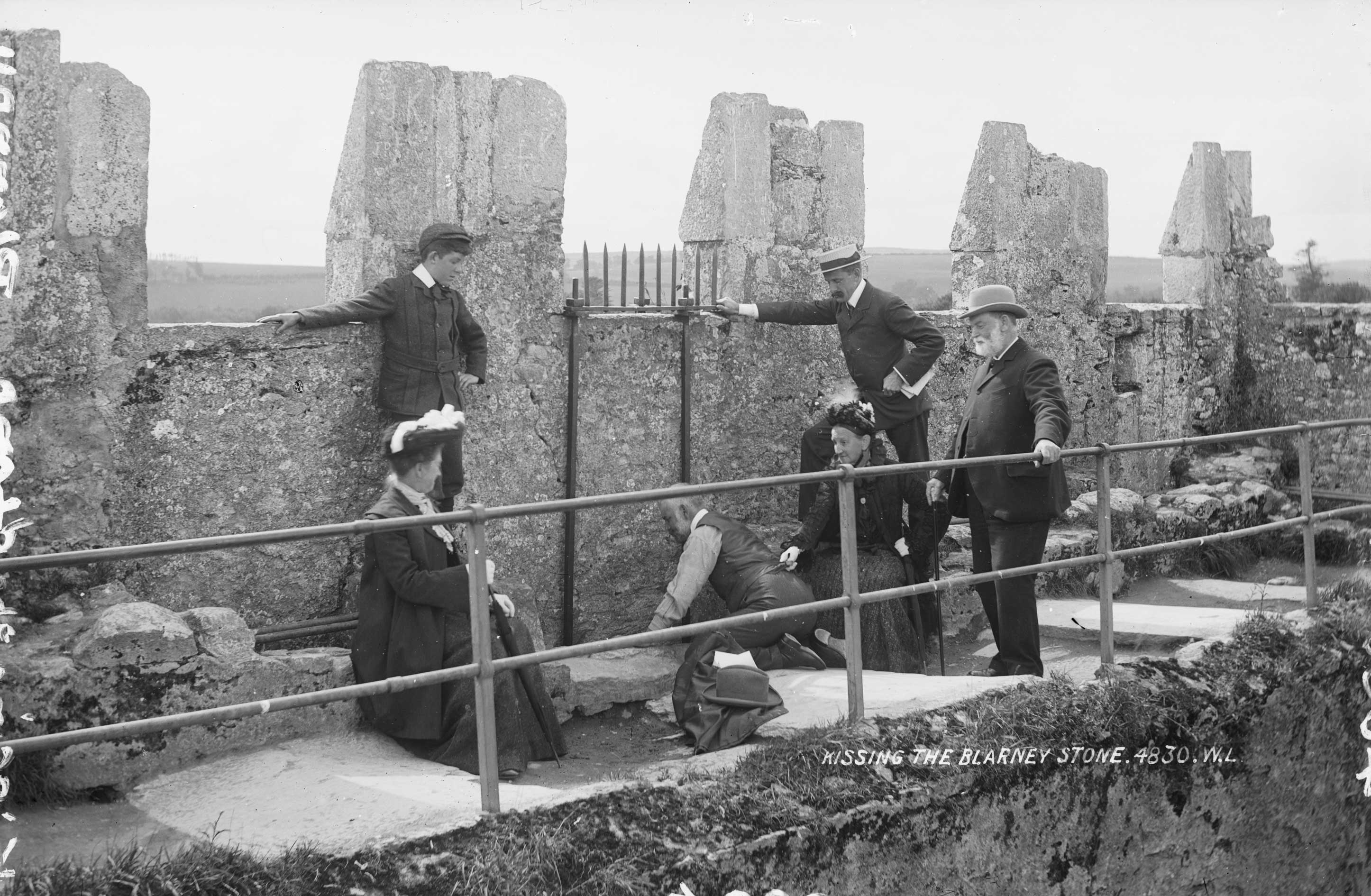
بوسیدن سنگ در ۱۸۹۷، قبل از نصب حفاظ‌ها.

به گفتهٔ صاحبان قلعه، میلیون‌ها نفر شامل دولتمردان جهان، غول‌های ادبی و بزرگان صنعت سینما سنگ بلارنی را بوسیده‌اند. بوسیدن سنگ البته کار ساده‌ای نیست؛ برای بوسیدن سنگ فرد باید به نوک قلعه برود، سپس در لبهٔ دیوارهٔ جان‌پناه به پشت بخوابد. این کار معمولاً با کمک یک نفر دیگر انجام می‌گیرد. گرچه اکنون جان‌پناه با میله‌های آهنی و تیرچه بلوک حفاظت شده، با این وجود انجام این مراسم هنوز هم می‌تواند فرد را دچار احساس بلندی‌هراسی و ترس شدید از ارتفاع کند.
قبل از نصب حفاظ‌ها، بوسیدن سنگ خطر واقعی مرگ یا نقص عضو به همراه داشت، چون افراد مجبور بودند از مچ پا از ارتفاعی آویزان بشوند. در نمایش رادیویی شرلوک هولمز «ماجراهای سنگ بلارنی» که نخستین بار در ۱۸ مارس ۱۹۴۶ پخش شد، مردی در هنگام تلاش برای بوسیدن سنگ بلارنی افتاده و می‌میرد. بررسی‌های هولمز راز یک قتل را فاش می‌کند، چون چکمه‌های قربانی را از قبل حسابی چرب و لیز کرده بودند.
ویلیام هنری هالبرت در سال ۱۸۸۸ نوشت که به نظر می‌رسد افسانه سنگ بلارنی کمتر از ۱۰۰ سال عمر داشته باشد، و به نظر او مراسم بوسیدن سنگ از اواخر قرن ۱۸ آغاز شده‌است. افسانهٔ سنگ بلارنی در کتاب «فرهنگ کلاسیک زبان عوامانه» که در سال ۱۷۸۵ توسط فرانسیس گروز چاپ شد توصیف شده‌است.

## افسانه
دو داستان به عنوان تاریخچه مترادف شدن واژهٔ «بلارنی» با «چاپلوسی پوچ» یا «چرب‌زبانی» ذکر شده‌است. یک داستان الهه کالیوهانا و کورمک لدیر مک‌کارتی دخیل در ماجرا می‌داند. (قسمت منشأ را در بالا بخوانید). در افسانه‌ای دیگر گفته می‌شود که الیزابت یکم دستور داد تا لرد بلارنی کورمک تایگ مک‌کارتی را از حقوق سنتی مالکیت زمین محروم کنند. کورمک برای دیدن ملکه عزم سفر کرد، اما اطمینان داشت که نخواهد توانست نظر ملکه را عوض کند چون مهارتی در سخنوری نداشت. در میانهٔ راه پیرزنی را دید که به او گفت هر کس که فلان سنگ را در قلعهٔ بلارنی ببوسد دارای فصاحت بیان و بلاغت خواهد شد. کورمک پس از بوسیدن سنگ به دیدار ملکه رفت و توانست او را متقاعد کند که حقوق املاکش را از وی سلب نکنند.
در توصیف نیروی جادویی سنگ، فرانسیس سیلوستر ماهونی شاعر ایرلندی اوایل قرن نوزدهم چند بیت خنده‌دار به شعر «باغ‌های بلارنی» اثر ریچارد آلفرد میلیکن اضافه کرد.
| این سنگی است که هر کس آن را ببوسد،     |
| هرگز فصاحت کلام را از دست نخواهد داد.  |
| ممکن است با کلامش دل بانویی را برباید، |
| یا نماینده مجلس شود.                   |
| «حتماً به سخنور شریفی تبدیل خواهد شد،   |
| چرب‌زبانی‌های خارق‌العاده‌ای خواهد کرد.    |
| سعی نکن مانع او شوی، یا سردرگمش کنی،   |
| چون او زائر سنگ بلارنی بوده‌است.»       |

براساس رسوم دانشگاه فناوری تگزاس قطعه سنگی که از سال ۱۹۳۹ بیرون ساختمان قدیمی مهندسی الکترونیک به نمایش گذاشته شده، بخش گم‌شده‌ای از سنگ بلارنی است. ریشه و صحت این ادعا مشخص نیست.

## برای مطالعهٔ بیشتر
- Samuel, Mark; Hamlyn, Kate (2007). Blarney Castle: Its History, Development and Purpose. Cork University. ISBN 978-1-85918-411-0.